# 노미군

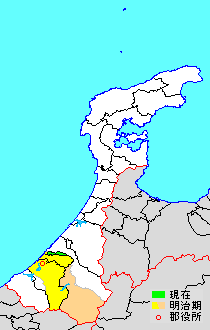
노미 군의 위치

노미군(일본어: 能美郡, のみぐん)은 일본 이시카와현의 군이다.
인구 6,011명, 면적 14.64km², 인구밀도 411명/km².(2025년 3월 1일, 추계인구)
이하 1정으로 구성된다.
- 가와키타정(川北町)

## 군역
1878년 행정 구역으로 발족 당시의 군역은 위의 1정 외에 아래의 구역에 해당한다.
- 노미시
- 고마쓰시의 대부분
- 하쿠산시의 일부

## 역사
- 1889년 4월 1일 - 정촌제 시행으로, 아래의 정촌이 발족.(2정 42촌)

- 고마쓰정(小松町): 현 고마쓰시
- 아타카정(安宅町): 현 고마쓰시
- 구시촌(串村): 현 고마쓰시
- 스에사비촌(末佐美村): 현 고마쓰시
- 이마에촌(今江村): 현 고마쓰시
- 모토오리촌(本折村): 현 고마쓰시
- 아사이촌(浅井村): 현 고마쓰시
- 하스에촌(蓮江村): 현 고마쓰시
- 마키촌(牧村): 현 고마쓰시
- 아와즈촌(粟津村): 현 고마쓰시
- 기즈촌(木津村): 현 고마쓰시
- 세타니촌(瀬谷村): 현 고마쓰시
- 오스기촌(大杉村): 현 고마쓰시
- 벳쿠촌(別宮村): 현 하쿠산시
- 가와노촌(河野村): 현 하쿠산시
- 요시하라촌(吉原村): 현 하쿠산시
- 가네노촌(金野村): 현 고마쓰시
- 신마루촌(新丸村): 현 고마쓰시
- 오구치촌(尾口村): 현 하쿠산시
- 시라미네촌(白峰村): 현 하쿠산시
- 나카우미촌(中海村): 현 고마쓰시
- 아오촌(粟生村): 현 노미시
- 미나토촌(湊村): 현 하쿠산시, 현 노미시
- 히사쓰네촌(久常村): 현 노미시
- 사토카와촌(里川村): 현 고마쓰시, 노미시
- 후루카와촌(古河村): 현 고마쓰시
- 고쿠조촌(国造村): 현 노미시
- 다카다촌(高田村): 현 고마쓰시
- 다가와촌(田川村): 현 고마쓰시
- 후쿠에촌(福江村): 현 노미시
- 에노시마촌(江ノ島村): 현 노미시
- 가마야촌(釜屋村): 현 노미시
- 유노촌(湯野村): 현 노미시
- 나가노촌(長野村): 현 노미시
- 데라이촌(寺井村): 현 노미시
- 나카지마촌(中島村): 현 가와키타정
- 구사부카촌(草深村): 현 가와키타정
- 스나가와촌(砂川村): 현 가와키타정
- 니시오촌(西尾村): 현 고마쓰시
- 지하리촌(千針村): 현 고마쓰시
- 시라키촌(白木村): 현 고마쓰시
- 오키스기촌(沖杉村): 현 고마쓰시
- 야마구치촌(山口村): 현 노미시
- 미야우치촌(宮内村): 현 노미시

- 1891년
  - 7월 1일 - 군제를 시행.
  - 11월 21일(2정 43촌)

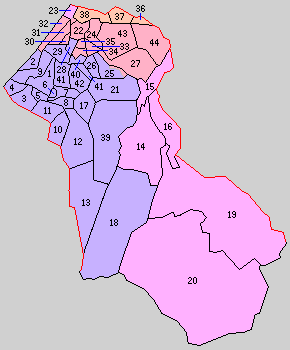
1.고마쓰정 2.아타카정 3.구시촌 4.스에사비촌 5.이마에촌 6.모토오리촌 7.아사이촌 8.하스에촌 9.마키촌 10.아와즈촌 11.기즈촌 12.세타니촌 13.오스기촌 14.벳쿠촌 15.가와노촌 16.요시하라촌 17.가네노촌 18.신마루촌 19.오구치촌 20.시라미네촌 21.나카우미촌 22.아오촌 23.미나토촌 24.히사쓰네촌 25.사토카와촌 26.후루카와촌 27.고쿠조촌 28.다카다촌 29.다가와촌 30.후쿠에촌 31.에노시마촌 32.가마야촌 33.유노촌 34.나가노촌 35.데라이촌 36.나카지마촌 37.구사부카촌 38.스나가와촌 39.니시오촌 40.지하리촌 41.시라키촌 42.오키스기촌 43.야마구치촌 44.미야우치촌 (보라:고마쓰시 분홍:하쿠산시 빨강:노미시 등색:가와키타정)

    - 아오촌의 일부·미나토촌의 일부가 분리되어 요시다촌(吉田村)이 발족.
    - 시라키촌의 일부가 오키스기촌에 편입.
    - 시라키촌의 잔여부가 개칭하여 소노에촌(園江村)이 됨.
    - 마키촌의 일부가 에노시마촌에 편입.
- 1907년 8월 5일 - 아래의 정촌이 신설합병으로 통합되다.(2정 23촌)
  - 데라이노촌(寺井野村) ← 유노촌, 나가노촌, 데라이촌
  - 네아가리촌(根上村) ← 후쿠에촌, 에노시마촌, 가마야촌
  - 미유키촌(御幸村) ← 구시촌, 스에사비촌, 이마에촌
  - 노시로촌(苗代村) ← 모토오리촌, 아사이촌, 하스에촌
  - 아와즈촌 ← 木기즈촌津村, 아와즈촌
  - 오스기타니촌(大杉谷村) ← 세타니촌, 오스기촌
  - 도리고에촌(鳥越村) ← 벳쿠촌, 가와노촌, 요시하라촌
  - 고쿠후촌(国府村) ← 사토카와촌, 후루카와촌,고쿠조촌
  - 이타즈촌(板津村) ← 다카다촌, 다가와촌, 지하리촌［能美·千代·一針］
  - 시라에촌(白江村) ← 지하리촌［金屋］, 소노에촌, 오키스기촌
  - 가와키타촌(川北村) ← 나카지마촌, 구사부카촌, 스나가와촌
  - 야마가미촌(山上村) ← 야마구치촌, 미야우치촌
- 1926년 6월 1일 - 데라이노촌이 정제 시행으로 데라이노정(寺井野町)이 됨.(3정 22촌)
- 1934년 4월 1일 - 네아가리촌이 정제 시행으로 네아가리정(根上町)이 됨. (4정 21촌)
- 1940년 12월 1일 - 고마쓰정·아타카정·마키촌·이타즈촌·시라에촌·노시로촌·미유키촌·아와즈촌이 합병하여, 고마쓰시(小松市)가 발족, 군에서 이탈.(2정 15촌)
- 1949년 6월 1일 - 시라미네촌·오구치촌·도리고에촌의 소속이 이시카와군으로 변경.(2정 12촌)
- 1954년 11월 1일 - 미나토촌이 이시카와현 미카와정·조야촌과 합병하여, 새로이 이시카와현 미카와정이 발족.(2정 11촌)
- 1955년 4월 1일 - 나카우미촌이 고마쓰시에 편입.(2정 10촌)
- 1956년 9월 30일(3정 1촌)
  - 데라이노정·아오촌 및 요시다촌의 일부·히사쓰네촌의 일부가 합병하여, 데라이정(寺井町)이 발족.
  - 야마가미촌 및 히사쓰네촌의 잔여부·고쿠후촌의 일부가 합병하여, 다쓰노쿠치정(辰口町)이 발족.
  - 가네노촌·니시오촌·신마루촌·오스기타니촌 및 고쿠후촌의 잔여부가 고마쓰시에 편입.
  - 요시다촌의 잔여부가 네아가리정에 편입.
- 1980년 4월 1일 - 가와키타촌이 정제 시행으로 가와키타정(川北町)이 됨.(4정)
- 2005년 2월 1일 - 네아가리정·데라이정·다쓰노쿠치정이 합병하여, 노미시(能美市)가 발족, 군에서 이탈.(1정)